# Prodotto finanziario
Un prodotto finanziario secondo il Testo unico della Finanza (TUF) è definito come l'insieme degli strumenti finanziari e ogni altra forma di investimento di natura finanziaria. Non costituiscono prodotti finanziari i depositi bancari o postali non rappresentati da strumenti finanziari.

## Descrizione
Gli strumenti finanziari infatti appartengono al genere prodotti finanziari, ma non li esauriscono, essendo gli strumenti finanziari un sottoinsieme dei prodotti finanziari.
Per quanto concerne la natura del prodotto finanziario bisogna analizzare due dati. In primo luogo il prodotto finanziario è necessariamente una forma di investimento, in secondo luogo è una forma di investimento di natura finanziaria. Andando per esclusione, dunque, si deve negare di essere in presenza di un prodotto finanziario se non c'è un impiego di risorse diretto all'ottenimento di un corrispettivo.
Come gli strumenti finanziari, dunque, anche i prodotti finanziari si risolvono in un contratto caratterizzato dallo scambio di un bene presente (di solito denaro) con un bene futuro (ancora denaro).

### Titoli di massa e contratti derivati
Il Testo unico della Finanza (TUF) fornisce un elenco dettagliato degli strumenti finanziari (sottoinsieme dei prodotti finanziari), che tuttavia possiamo suddividere in due grandi gruppi:
- titoli di massa;
- contratti derivati.

I titoli di massa si chiamano così perché rivolti un'adozione da parte di un grande pubblico.

#### Titoli di massa
Vengono definiti titoli di massa:
- azioni e, in genere, i titoli rappresentativi di capitale di rischio (come i certificati rappresentativi del rapporto di associazione in partecipazione);
- titoli di Stato, obbligazioni e gli altri titoli di debito (come la cambiale finanziaria, obbligazioni di enti locali e il certificato di investimento), se negoziabili sul mercato dei capitali;
- titoli normalmente negoziati nel mercato monetario (titoli a breve scadenza);
- quote dei fondi comune di investimento;
- titoli negoziati che consentono di acquisire i titoli precedentemente elencati e i relativi indici.

#### Contratti derivati
Il derivato è un contratto che dal punto di vista formale ha per oggetto uno scambio di denaro contro beni materiali (grano, petrolio, metalli, ecc.), oppure di denaro contro denaro quali sono i beni trattati in finanza (azioni, obbligazioni). Gli strumenti derivati più diffusi sono i forwards, i futures, le option e gli SWAP, ognuno con i suoi sottotipi.
Nel primo caso, molto spesso chi vende il derivato non ha la reale disponibilità del bene materiale dichiarato, né la controparte che compra è interessato a diventarne proprietario. Nessuna delle parti ha cura di verificare e misurare mediante un semplice inventario in loco, che quanto dichiarato sulla carta (es. una fede di deposito), o altrimenti certificato con l'informatica, sia uguale alla giacenza esistente.
Quando questo avviene, il prezzo di mercato non è determinato dal produttore e dal consumatore, vale a dire dall'incrocio della domanda e offerta del bene materiale reale, ma dalla domanda e offerta di un contratto "cartaceo" per quel dato bene, il derivato. Questo prezzo di mercato non è più, come prevede la teoria economica, un prezzo di equilibrio, né tantomeno un prezzo di equilibrio stabile.
Il derivato ha un prezzo puntualmente calcolato, ma soggetto a continua e del tutto imprevedibile volatilità, assimilata ad un moto browniano casuale, sia come frequenza nel tempo che come valore di ogni singola variazione.
Stesso andamento qualitativo nel tempo si può ragionevolmente ipotizzare quando la quantità risultante nei derivati è 10-100 volte la reale quantità fisicamente disponibile del bene, e di conseguenza il prezzo del derivato condiziona il prezzo del sottostante in modo deterministico.
I contratti derivati sono:
- contratti futures su strumenti finanziari, tassi di interesse, valute, merci e relativi indici;
- contratti di scambio a pronti e a termine su tassi di interesse, valute, merci e indici azionari (contratti swap);
- contratti a termine collegati a strumenti finanziari, tassi di interesse, valute, merci e relativi indici anche quando l’esecuzione avvenga mediante pagamento di differenziali in contanti;
- contratti di opzione di acquisto o vendita che abbiano a oggetto strumenti finanziari, valute, tassi di interesse, merci e relativi indici;
- cfd - contratti per differenza;
- combinazioni dei contratti o dei titoli in precedenza menzionati.

### Catalogazione per rischio
I prodotti finanziari riguardo alla loro rischiosità si possono dividere in due gruppi:
- risk-free: almeno in linea teorica sono a rischio zero in quanto il capitale iniziale non si perde, sono contratti garantiti al 100%, spesso anche con un interesse minimo ma certo e contrattualizzato, in forma scritta. Essi sono: il conto di deposito, deposito a risparmio, libretto di risparmio, buono fruttifero postale, pronti contro termine, fido e castelletto e un titolo di Stato (salvo insolvenza dello Stato "sovrano", ovvero insolvenza sovrana in contesto di crisi di debito sovrano).
- con premio per il rischio: chi investe rischia di perdere in parte o totalmente il capitale iniziale, se ricorre a una leva finanziaria, può perdere anche somme superiori al capitale investito. Il rendimento atteso di investimenti rischiosi è però maggiore. L'investimento deve mantenere nel tempo una diversificazione sufficiente a bilanciare rischio e rendimento, in modo equo. Degli esempi sono azione con convertendo, obbligazione, (strutturata, zero-coupon), strumento derivato (opzione put, opzione call, opzione binaria, credit default swap), Mortgage-backed security e il collaterale. Azioni, obbligazioni e derivati si possono raggruppare in un'unica classe siccome sono tutt'e tre delle security; delle tre, a parità di emittente, l'obbligazione è la meno rischiosa.

Tra i prodotti precedentemente elencati non sono, invece, strumenti finanziari (ma comunque prodotti finanziari) i mezzi di pagamento: i conti correnti, gli assegni bancari, i contanti e le carte di credito.